# Alex Martin
Alex Martin est un acteur et cascadeur français, né le 3 janvier 1978, à Thiers en Auvergne.

## Biographie
Alex Martin est né à Thiers en Auvergne d’un père martiniquais et d’une mère auvergnate. Il grandit près de Clermont-Ferrand. Enfant, il est initié par son père aux arts martiaux vietnamiens, professeur de Viet Vo Dao (Than Long Truong Son Phaï). Après avoir obtenu son bac Littéraire, il entre à l’Université UFR STAPS (Unité de Formation de Recherche en Sciences et techniques des activités physiques et sportives) de Clermont-Ferrand. À l'âge17 ans, en parallèle de ses études, il s'ouvre à la pratique de disciplines variées : la danse, le Parkour et l'acrobatie.
À la suite d'un casting, il est remarqué par la directrice de l'Acting International, ce qui l'amène à se produire comme danseur-interprète, pendant trois ans, dans deux comédies musicales à succès : Autant en emporte le vent et Les Dix Commandements.
À la fin de son contrat il prend des cours de coaching et décide de se consacrer au métier d’acteur. La série Galactik Football (2006/2008) le forme à la capture de mouvement. Parallèlement, à Bollywood, il performe dans une dizaine de films indiens entre 2006 et 2010. Il fait ses premiers pas de comédien en France, dans Banlieue Banlieue 13 : Ultimatum de Patrick Alessandrin.
En 2012 et 2013, Alex Martin est à l'affiche de trois films français : De rouille et d'os de Jacques Audiard avec Marion Cotillard et Matthias Schoenaerts, Le Guetteur de Michele Placido avec Daniel Auteuil et Mathieu Kassovitz, et Jeu de couples de Maxwell A. Cavevall où il joue un rôle important. Il est également au générique de deux films américains : Battle of the Year de Benson Lee et Fast and Furious 6 de Justin Lin.
En 2013 Alex tient le rôle de Léon-Gontran Damas dans le téléfilm Césaire, le prix de la liberté de Félix Olivier. En 2015 le réalisateur italien Francesco Cinquemani, lui offre le rôle de Fly, face à Alec Baldwin et Danny Glover Andròn: The Black Labyrinth.
En 2016, l’équipe de cascadeurs, dont il fait partie, reçoit une nomination aux Screen Actor guild Awards pour leurs performances dans le film Jason Bourne de Paul Greengrass.

## Filmographie

### Cinéma

#### Longs métrages
- 2009 : Darling d'A. Karunakaran : le chef du gang
- 2009 : Banlieue 13 : Ultimatum de Patrick Alessandrin : un membre de l'équipe de Little Montana
- 2010 : La flèche du Cupidon (Manmadhan Ambu) de K. S. Ravikumar et Rajesh M. Selva : le voleur de portefeuille
- 2012 : Le Guetteur de Michele Placido : un prisonnier
- 2012 : Jeu de couples de Maxwell A. Cadevall : Smiley
- 2013 : Fast and Furious 6 (Fast and the Furious 6) de Justin Lin : l'homme de main de Braga
- 2013 : Les Schtroumpfs 2 (The Smurfs 2) de Raja Gosnell : un fan français
- 2013 : Battle of the Year de Benson Lee : un punk
- 2014 : De guerre lasse d'Olivier Panchot : un homme de main
- 2014 : Sous X de Jean-Michel Correia : l'ami de Melissa
- 2015 : Laurent et Safi d'Anton Vassil : Antoine
- 2015 : Jeu de dames de Maxwell A. Cadevall : Samuel Letau
- 2015 : Spectre de Sam Mendes : un garde
- 2015 : Un Français de Diastème : le Redskin antillais
- 2016 : Andròn: The Black Labyrinth de Francesco Cinquemani : Fly
- 2016 : Bastille Day de James Watkins : un contestataire agressif
- 2016 : Jason Bourne de Paul Greengrass : l'agent Bravo
- 2018 : Sur la peau de Srinath Samarasinghe : l'ami de Jacques
- 2019 : Maléfique : Le Pouvoir du Mal (Maleficent: Mistress of Evil) de Joachim Rønning : Tundra Warrior Fey
- 2020 : Mourir peut attendre (No Time to Die) de Cary Joji Fukunaga : un homme de main du spectre
- 2021 : Super-héros malgré lui de Philippe Lacheau : le policier renfor N°1
- 2023 : Le Livre des solutions de Michel Gondry : le producteur exécutif

#### Courts et moyens métrages
- 2008 : Next of Kin de Rose Schramm : Laurie
- 2009 : Dogfight d'Antoine Elizabé : un membre du GIGN
- 2010 : Fou d'elle de Johanna Bastian : Denis
- 2010 : Forward de Redha Medj : Mimou
- 2010 : Munera de Nicolas Diégo : un gangster
- 2010 : Pyrostorm de Charles Edouard Gombert : Ice Storm
- 2011 : Tribu de combat (Combat Tribe) de R.L. Scott : Malik Dupont
- 2011 : Star Wars : The Old Republic Fan Film : le chevalier Jedi
- 2012 : Le Sceau de la corruption de Tom Bielinski : Lexmar
- 2013 : Rendezvous de Sylvia Borges : Maurice
- 2013 : La Rouge de Dimitri Sablon : Léonard
- 2014 : Des flaques d'eau de Sandrine Garcia et Thierry Garcia : lui
- 2014 : Impitoyables d'Alex Fortineau et Aurélien Loevenbruck
- 2016 : Le Rouge ou le bleu de Fabrice Oussou : Franck
- 2019 : Horizon de Fred Bargain : le chef soldat

### Télévision

#### Téléfilms
- 2012 : Toussaint Louverture de Philippe Niang : un officier mulâtre
- 2012 : Au nom d'Athènes de Fabrice Hourlier : le messager perse
- 2013 : Césaire, le prix de la liberté de Félix Olivier : Léon-Gontran Damas

#### Séries télévisées
| - 2006 : Commissaire Moulin, 1 épisode de Jean-Luc Breitenstein : le loubard - Saison 7, épisode 2 : Un coupable trop parfait - 2014 : Le Transporteur, 1 épisode de Stefan Pleszczynski : Jean-Marc Vincent - Saison 2, épisode 6 : The Diva - 2015 : Atlantis, 1 épisode de Justin Molotnikov : un gladiateur - Saison 2, épisode 11 : Kin - 2015 : The Way, saison 1, 10 épisodes de Camille Delamarre : Giso - Épisode 1 : Puzzle Pieces - Épisode 2 - Épisode 3 : Mister Question Mark - Épisode 4 : Secret Door - Épisode 5 : Below The Law - Épisode 6 : Golden Buddha - Épisode 7 : Welcome Among Us - Épisode 8 : Time To Tell The Truth - Épisode 9 : Chinese Wooden Stamp - Épisode 10 : Where Is The Evil - 2017 : Playground, 1 épisode d'Olivier Schneider et Pascal Sid : Carl - Saison 1, épisode 1 : Amy - 2018 : On va s'aimer un peu, beaucoup..., 1 épisode : Pelissier - Saison 2, épisode 12 - 2018 : On va s'aimer un peu, beaucoup..., 1 épisode de Julien Zidi : Pélissier - Saison 2, épisode 4 : Federico - 2018 : Ad Vitam, 3 épisodes : homme de main d’Odessa - Saison 1, épisode 3 de Thomas Cailley et Manuel Schapira - Saison 1, épisode 5 de Thomas Cailley et Manuel Schapira - Saison 1, épisode 6 de Thierry Cailley - 2019 : Cassandre, 1 épisode de Hervé Renoh : Arno - Saison 3, épisode 3 : Sans condition | - 2020 : True Story, 1 épisode de Ludoc : Jean-Marie - Saison 1, épisode 6 : True Story avec Fianso - 2022 : Moon Knight, 1 épisode de Justin Benson et Aaron Moorhead : un disciple - Saison 1, épisode 4 : The Tomb - 2022 : The Walking Dead: Last Mile, 4 épisodes de Michael C. Rogers - Saison 1, épisode 1 : Meet Prosper Landing - Saison 1, épisode 2 : Propane and Suffering - Saison 1, épisode 3 : Seal of Approval - Saison 1, épisode 4 : Chopped |

### Clips
- 2012 : Dernier MC de Kery James, réalisé par Leïla Sy [3]
- 2013 : Nou ja palé de Tina Ly, réalisé par Ali Angel [4]

## Captures de mouvements
- 2006-2008 : Galactik Football, série animée
- 2009 : Sultan the warrior, film d'animation de Soudarya Rajnikanth
- 2011 : The Prodigies, film d'animation d'Antoine Charreyron
- 2013 : Beyond: Two Souls, jeu vidéo de David Cage
- 2016 : Kingsglaive: Final Fantasy XV, film d'animation de Takeshi Nozue
- 2018 : Detroit: Become Human, jeu vidéo de David Cage
- 2019 : Life Is Strange 2, jeu vidéo de Raoul Barbet et Michel Koch
- 2019 : Tom Clancy's Ghost Recon Breakpoint, jeu vidéo d'Eric Couzian
- 2020 : Beyond Good and Evil 2, jeu vidéo de Michel Ancel
- 2020 : Iron Harvest, jeu vidéo pour Deep Silver
- 2020 : Love, Death and Robots, série d’animation, 1 épisode de la saison 2
- 2022 : Sifu, jeu vidéo de Sloclap
- 2022 : Elden Ring, jeu vidéo de Hidetaka Miyazaki et Yui Tanimura, pour FromSoftware
- 2022 : Vampire: The Masquerade – Swansong, jeu vidéo de Big Bad Wolf Studio
- 2022 : A Plague Tale: Requiem, jeu vidéo de Asobo Studio

## Cascadeur
- 2007 : Tashan de Vijay Krishna Acharya
- 2008 : Heroes de Samir Karnik
- 2008 : Ramaa : The Saviour de Hadi Abrar
- 2009 : Banlieue 13 : Ultimatum de Patrick Alessandrin
- 2009 : Robot (Enthiran) de S. Shankar
- 2012 : De rouille et d'os de Jacques Audiard
- 2012 : Le Guetteur de Michele Placido
- 2013 : Fast and Furious 6 (Fast and the Furious 6) de Justin Lin
- 2013 : Battle of the Year de Benson Lee
- 2013 : Resident Evil : The Nightmare of Dante, court-métrage de Vincent Gatinaud
- 2014 : De guerre lasse d'Olivier Panchot
- 2014 : Mea Culpa de Fred Cavayé
- 2015 : The Smell of Us de Larry Clark
- 2015 : Antigang de Benjamin Rocher
- 2015 : Spectre de Sam Mendes
- 2016 : Bastille Day de James Watkins
- 2016 : Jason Bourne de Paul Greengrass
- 2019 : Maléfique : Le Pouvoir du Mal (Maleficent: Mistress of Evil) de Joachim Rønning
- 2020 : Mourir peut attendre (No Time to Die) de Cary Joji Fukunaga

## Comédies et spectacles musicaux: danseur/interprète
- 2003-2004 : Autant en emporte le vent de Margaret Mitchell, adaptée par Gérard Presgurvic, mise en scène et chorégraphie Kamel Ouali
- 2005 : Les Dix Commandements de Pascal Obispo et Élie Chouraqui, mise en scène Élie Chouraqui
- 2010-2011 : Marco Polo de Marie-Claude Pietragalla et Julien Derouault